# Ouendé-Kouassikro
 (décembre 2008).
Si vous disposez d'ouvrages ou d'articles de référence ou si vous connaissez des sites web de qualité traitant du thème abordé ici, merci de compléter l'article en donnant les références utiles à sa vérifiabilité et en les liant à la section « Notes et références ».
Ouendé-Kouassikro est un village Baoulé Gbloh de la nouvelle sous-préfecture de Languibonou dans le département de Bouaké au centre de la Côte d'Ivoire.

## Géographie
Il est situé à 7 kilomètres de Botro, 15 kilomètres de Diabo et à 12 kilomètres de Languibonou.
Comme toutes les régions du centre, Ouendé-Kouassikro connaît un climat tropical humide caractérisé par une alternance de saisons de pluies et de saisons sèches avec le passage de l'Harmattan (vent poussiéreux chaud et sec).
Le village possède des forêts qui sont épargnées par les feux de brousse annuels que connaissent toutes les régions de savanes.

## Histoire
Dans les années 1980, Ouendé-Kouassikro a rejoint Konankro pour former le village moderne de Klêmêklo, situé entre les deux villages. De nos jours, l'ancien village de Ouendé-kouassikro a été délaissé, tous ses habitants ayant rejoint Klêmêklo.
Aujourd'hui donc, Ouendé-Kouassikro constitue un quartier de Klêmêklo, s'étendant et se modernisant.
L'actuel Chef de village de Ouendé-Kouassikro est Monsieur Djaha Kouadio.